# 旧松本家住宅
旧松本家住宅（きゅうまつもとけじゅうたく）/旧松本邸（きゅうまつもとてい）は、福岡県北九州市戸畑区にある歴史的建造物。日本の実業家で明治専門学校（現九州工業大学）の創設者の1人、松本健次郎がかつて暮らしていた住宅であり、洋館・日本館各1棟および蔵2棟から成る。洋館と日本館は1972年（昭和47年）、蔵2棟は1982年（昭和57年）に、それぞれ国の重要文化財に指定された。

## 沿革
- 1908年（明治41年）洋館および日本館の建設着工
- 1912年（明治45年）旧松本家住宅完成　以降、戦後進駐軍に接収されるまで、松本家の住宅および迎賓館として利用される。
- 接収後～1952年（昭和27年）独身将校用の宿舎となる。
- 1952年（昭和27年）西日本工業倶楽部の設立を受け、松本氏から同倶楽部に譲渡される。
- 1972年（昭和47年）洋館及び日本館が「旧松本家住宅」として国の重要文化財に指定される。
- 1981年（昭和56年）修復工事（－昭和57年）。
- 1982年（昭和57年）蔵2棟（壹號蔵、弐號蔵）が重要文化財「旧松本家住宅」に追加指定される。
- 2007年（平成19年）近代化産業遺産（北九州炭鉱 - 筑豊炭田からの石炭輸送・貿易関連遺産）に認定される。

## 建築
洋館・日本館ともに木造の二階建てで、廊下で繋がっている。洋館の設計は明治の建築家辰野金吾の事務所によるもので、アール・ヌーヴォー様式のデザインで美しい曲線が目立つ。一方、日本館は洋館の建築監督であった久保田小三郎が設計しており、洋館とは対照的に純和風な雰囲気を湛えた数寄屋造りの建築となっている。

## 利用情報
西日本工業倶楽部の倶楽部館として使用されている。
またパーティや結婚披露宴の会場としての利用が可能である。映画・テレビの撮影場所としても利用されている。
敷地内への入場・施設の撮影はできないが、
毎年1回、秋に一般公開（無料・要事前申込）に際して入場が可能となっている。
門の敷地外から目視による見学は自由であるが(撮影は不可)、建物全体は樹木によりほとんど見ることは出来ない。

## 交通アクセス
- 鹿児島本線戸畑駅より西鉄バス・明治学園前バス停下車徒歩5分
- 無料駐車場あり（敷地内正面及び側面、隣接する旧安川邸駐車場の利用も可能）

## ロケが行われた主な映像作品
- さかえ屋 代表銘菓「なんばん往来」CM[2]
- 裸の大将 第59話「清が誘拐されサァ大変」（1993年2月7日放送、関西テレビ）- 竹本邸として
- スパイ・ゾルゲ（2003年6月14日劇場公開、東宝）- 情報受け渡し場所の庭園として
- テレビ朝日開局45周年記念ドラマ「流転の王妃・最後の皇弟」（2003年11月29日・11月30日放送、テレビ朝日）- 嵯峨邸として
- 奇跡の夫婦愛スペシャル「虹を架ける王妃」（2006年11月24日・11月25日放送、フジテレビ）- 李王邸として
- K-20 怪人二十面相・伝（2008年12月20日劇場公開、東宝）- 羽柴邸として
- チョコレート・ファイター（2009年5月23日劇場公開、タイ映画）- ヤクザ幹部邸として（日本館）
- フジテレビ開局50周年記念ドラマ「わが家の歴史」（2010年4月9日・4月10日・4月11日放送、フジテレビ）- 進駐軍のパーティー会場として
- 金田一耕助VS明智小五郎ふたたび（2014年9月29日放送、フジテレビ）- 柳條邸として
- NHK放送90年ドラマ「経世済民の男」（2015年8月29日・9月5日放送、NHK）
- 恋する悪魔くん Devil Lover（2015年10月7日より放送、タイGTHチャンネル）- 日本的な高級ホテルとして
- サントリー化粧品「エファージュ」CM「お出迎え篇」（2017年）
- 相棒 -劇場版IV-（2017年2月11日劇場公開、東映）- 在英日本大使館の執務室として
- ラスト・プリンセス 大韓帝国最後の皇女（2017年6月24日劇場公開（日本）、韓国映画）- 旧朝鮮王室邸として
- 介錯人（2017年WEB公開、日中合作映画）
- 相棒 season17 第1話・第2話（2018年10月17日・10月24日放送、テレビ朝日）- 鬼束邸として